# Нано, Фатос
Фато́с Танас На́но (алб. Fatos Thanas Nano; род. 16 сентября 1952, Тирана) — депутат парламента Албании, представляющий фракцию «Саранде» (Sarandë). Он неоднократно занимал должность премьер-министра Албании и был лидером Социалистической партии Албании. Имеет степень доктора экономики (Тиранский университет).

## Биография
Родился в г. Тирана в семье бывшего директора национального телевидения (RTSH) Танаса Нано. В университете создал рок-группу, исполнявшую запрещённую музыку (в том числе the Beatles). В 1974 году окончил Тиранский университет по специальности политэкономия.
В последние годы коммунистического режима, когда президент Рамиз Алия пытался проводить осторожные реформы, занимал реформаторскую позицию, стал одним из лидеров Албанской партии труда (позже Социалистическая партия (СПА).
После провозглашения многопартийной системы в июне 1991 года на съезде СПА, представлявшую в основном выходцев с промышленно развитого юга страны был избран главой партии на альтернативных выборах из 5 кандидатур. Назначен на должность премьер-министра в 1991 г., но вскоре был вынужден подать в отставку после демонстраций протеста и забастовок, поскольку, несмотря на реформаторскую позицию, воспринимался как деятель непопулярного коммунистического режима.
В 1993 г. осужден к тюремному заключению по обвинению в коррупции. Однако вскоре в Албании наступило разочарование правлением Демократической партии Албании. В 1997 г. в стране прошли массовые протесты против финансовых «пирамид», в результате которых к власти снова пришла Социалистическая партия Албании. Главный политический противник Нано, президент Сали Бериша, был вынужден подать в отставку. В результате парламентских выборов, состоявшихся в том же году, Нано был назначен на должность премьер-министра, однако уже в следующем году, после убийства лидера оппозиции Азема Хайдари, был вынужден снова подать в отставку.
В третий раз был назначен на должность премьер-министра 25 июля 2002 г. В феврале 2004 г. состоялись массовые демонстрации, организаторы которых заявляли, что Нано не сумел обеспечить достаточный рост албанской экономики. 3 июля 2005 г. Социалистическая партия Албании утратила большинство в парламенте, Нано не смог сформировать новое правительство. 1 сентября 2005 г. Нано ушёл в отставку с должности руководителя партии и с поста премьер-министра страны.

## Скандалы
«Эспрессо» (Италия) в статье «Крёстный отец Албании» утверждал, что Нано покровительствует итало-албанской мафии, на что Фатос отреагировал, подав на еженедельник в суд за клевету.